# Ave Maria (Floryda)

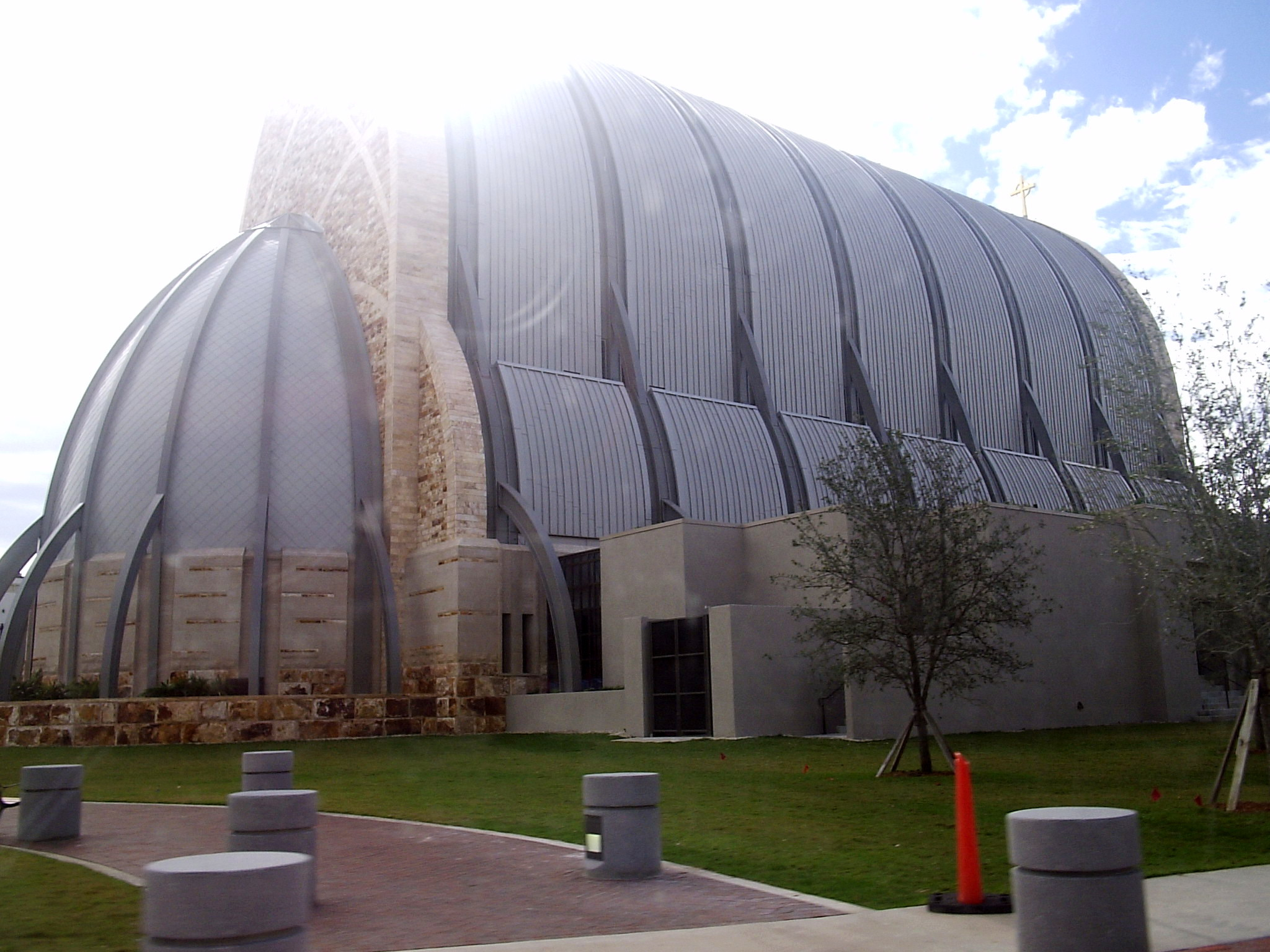
Kościół w centrum Ave Maria

Ave Maria – miasto na Florydzie w Stanach Zjednoczonych, 150 km na północny zachód od Miami. Zostało założone przez amerykańskiego miliardera Toma Monaghana. W miejscowości jest katolicki uniwersytet i w założeniu mają być w nim wyznawane tradycyjne katolickie wartości. W 2008 roku miasto liczyło 1000 mieszkańców.